# Nakamura Utaemon VI
Nakamura Utaemon VI (中村歌右衛門 (6代目)?) (20 de enero de 1917-31 de marzo de 2001) es un actor de kabuki japonés, hijo de Nakamura Utaemon V.
Conocido por sus papeles de onnagata, fue designado como Tesoro Nacional Viviente por el Gobierno de Japón en 1968.

## Lista de actores que llevan el nombre de Nakamura Utaemon
- Nakamura Utaemon I (1714-1791)
- Nakamura Utaemon II (1752-1798)
- Nakamura Utaemon III (1778-1838)
- Nakamura Utaemon IV (1798-1852)
- Nakamura Utaemon V (1865-1940)
- Nakamura Utaemon VI (1917-2001)

## Honores
- Academia Japonesa de las Artes, 1963[1]
- Orden de la Cultura, 1979.
- Praemium Imperiale, 1995[2]
- Gran Cordón de la Orden del Sagrado Tesoro, 1996.